# ألينا مارغوليس-إدلمان
ألينا مارغوليس-إدلمان (بالبولندية: Alina Margolis-Edelman)‏ (18 أبريل 1922- 23 مارس 2008)، هي طبيبة من أصل بولندي، وناجية من الهولوكوست ومقاتلة في صف المقاومة خلال انتفاضة غيتو وارسو. أُجبرت على الفرار إلى بولندا في عام 1968، خلال الفترة التي أعيد فيها إحياء معاداة السامية في بولندا. ساعدت في تأسيس منظمة أطباء العالم في وقت لاحق من انضمامها لمنظمة أطباء بلا حدود، وشاركت في البعثات الطبية التي أُرسلت إلى أفريقيا والشرق الأوسط وأمريكا اللاتينية وأوروبا الشرقية، في نفس الوقت الذي عملت فيه طبيبةً في مستشفى نيكر للأطفال وفي خدمة برنامج حماية الأمومة والطفولة في سين سان دوني. عادت في عام 1990 إلى بولندا وبدأت جمعية باسم «أطفال لا أحد» التي تحارب ضد المعاملة السيئة للأطفال في بولندا، وحصلت على العديد من الجوائز ومراتب الشرف.

## نشأتها
وُلدت ألينا مارغوليس في 18 أبريل في وودج، بولندا، وهي ابنة الطبيبة اليهودية آنا (اسمها عند الولادة ماركسون)، التي كانت مديرة قسم الأشعة ورئيسة لقسم خدمات السل في مستشفى آنا ماريا. كان والدها أليكساندر مارغوليس، المعروف بالاسم المستعار باوي غارت، طبيبًا باطنيًا ورئيسًا للمستشفى العام في بلدية رادوغوش وعضوًا في مجلس مدينة وودج، وذلك حتى إعدامه من قبل الغيستابو في عام 1939. انتقلت العائلة بعد وفاة الأب إلى حي اليهود في وارسو بانتظار انتقالهم إلى معسكر تريبلينا. تمكنت آنا من تسجيل ألينا في المدرسة اليهودية للتمريض التي أُسست على يد لاما بلوم بيليكا، وعملت في إحدى مستشفيات الحي اليهودي. أُخرجت آنا مع أطفالها من الحي اليهودي عندما توافرت المواصلات إذ تظاهروا بانتمائهم للعرق الآري. وضعت آنا ابنها في دار مسيحية للأيتام وذهبت للاختباء.
اختبأت مارغوليس مع عائلة بولندية معادية للسامية اعتقدت أنها ابنة لضابط بولندي كان أسير حرب. عملت بصفتها ساعيةً للمقاومة مع استمرارها بمهنة التمريض في الحي اليهودي، لتصبح بذلك جزءًا لا يتجزأ من الجهود المبذولة في عمليات الإنقاذ عقب انتفاضة غيتو وارسو. استمر التمرد لمدة ثلاثة أسابيع، وكان معظم المتمردين من الشباب اليهودي تحت قيادة خمسة أشخاص. كان ماريك إدلمان الناجي الوحيد من القادة إثر إحراق القوات الألمانية الحي اليهودي، إذ حاول الهرب عبر نظام الصرف الصحي، ونقله سرًا عددٌ من الأفراد المتنكرين بزي عمال الصليب الأحمر البولندي من الحي اليهودي على نقالة. كانت مارغوليس واحدة من حاملي هذه النقالة، ولكي يضمنوا عدم اقتراب أي شخص للتحقيق، وضعوا لافتة تدعي إصابة إدلمان بالحمى النمشية (التيفوس) كي يمر بسهولة من نقاط التفتيش المسلحة.
عادت مارغوليس وإدلمان إلى وودج قبل انتهاء الحرب، وانضم إليهما والدتها وشقيقها جون في نهاية الحرب. تزوجت مارغوليس وإدلمان في منتصف عام 1945، وانتقلا إلى المنزل الذي عاشت فيه عائلتها قبل الحرب لتبدأ دراستها في مجال الطب.

## حياتها المهنية
أصبحت مارغوليس بعد إكمالها دراستها طبيبة أطفال تعمل في عيادة وودج لطب الأطفال، وتخصصت في أمراض الكلى والسكري من النوع الأول، وأنشأت عيادة في رابكا، وأجرت أبحاثًا على هذه الأمراض ونشرت نتائجها. أنجبت مارغوليس إدلمان ابنها ألكساندر في عام 1951، وبعد خمس سنوات أنجبت ابنتها آنا. أطلقت الأزمة السياسية البولندية في عام 1968 موجةً جديدة من معاداة السامية في نفس الفترة التي كانت تستعد فيها مارغوليس لشهادة التأهل للأستاذية، وبالتالي لم يُسمح لها بالدفاع عن أطروحتها. هربت مع أطفالها إلى فرنسا، بينما بقي زوجها في وودج كي يقدم المساعدة لمن يحتاجها. عجزت عن إقناع الجامعة الفرنسية بقبول شهادتها الجامعية، فبدأت دراستها من جديد إلى جانب عملها في أحد مختبرات تحليل دم الفئران بهدف كسب رزقها.
تمكنت مارغوليس من استئناف ممارستها للطب بعد خمس سنوات من الدراسة وأصبحت رئيسة لقسم الكيمياء إلى جانب عملها بصفتها طبيبة أطفال في مستشفى نيكر للأطفال. عملت أيضًا في برنامج حماية الأمومة والطفولة في سين سانت دوني إلى جانب خدمتها لبلديات أوبارفيلييه ولاكورنوف. بدأت العمل مع منظمة أطباء بلا حدود في عام 1978، وعملت في مستشفى القوارب مع شعب القوارب الفيتنامي، لتعترف الحكومة لاحقًا بمساعدتها لهؤلاء اللاجئين. شاركت مارغوليس إدلمان مع برنادرد كوشنر في تأسيس منظمة أطباء العالم بعد مغادرة كوشنر لمنظمة أطباء بلا حدود. شاركت مارغوليس أيضًا في بعثات طبية إلى أماكن مثل أفغانستان وتشاد والسلفادور وغواتيمالا ولبنان ونيكاراغوا.
دعمت مارغوليس المعارضة المؤيدة للديمقراطية خلال فترة الحكم العرفي في بولندا بين عامي 1981 و1983، ونظمت دورات تدريبية للأطباء البولنديين في خارج البلاد، وساعدت أولئك الذين لم يتمكنوا من الحصول على العلاج في بولندا، حتى أنها أرسلت الأدوية والإمدادات إلى المستشفيات البولندية التي لم تكن قادرة على تأمين حاجاتها في تلك الفترة. ساعدت في تأسيس الجمعية الفرنسية البولندية «إس أو إس لمساعدة مرضى بولندا» وتأمين العلاج لهم في فرنسا، وشغلت في نفس الوقت تقريبًا منصب رئيسة رابطة «الكراسات الأدبية» وأنشأت المجلة الفصلية «زيشيتي ليتراسكي» في باريس. عادت إلى بولندا وأنشأت منظمة «أطفال لا أحد» التي ترعى ضحايا المعاملة السيئة من الأطفال وتعمل من أجل حمايتهم. شاركت في تأسيس مركز لدعم ضحايا الاغتصاب ومركز رعاية أطفال الشوارع في بطرسبرغ خلال الحرب البوسنية.
كتبت مارغوليس إدلمان في عام 1994 مذكراتها التي تحكي فيها عن تجاربها قبل وخلال الحرب العالمية الثانية، آلاز إيليمنتاجا (التي تُرجمت في عام 1998 إلى الإنجليزية بعنوان آلا من الكتاب التمهيدي). استوحت العنوان من عمل سابق لماريان فالكسي. ألهمت مارغوليس وشقيقها فالكسي لتأليف كتاب تمهيدي واسع الانتشار للمرحلة المبكرة يتناول قصة طفلين هما آلا وأوليك، ويشير عنوان مذكرات مارغوليس إلى شخصيات عمل فالكسي. نشرت مارغوليس في عام 1997 مذكرات أخرى بعنوان (لن أكرر ذلك، لا أريد أن أكرر ذلك). مُنحت صليب فالور عن عملها الإنساني ولقب فارس من قبل وسام الابتسامة.

## وفاتها وإرثها
توفيت مارغوليس إدلمان في 23 مارس من عام 2008 في باريس، ودُفنت في مقبرة بانيو الفرنسية، ووُضع لها قبر رمزي في المقبرة اليهودية في وارسو. عُرض الفيلم الوثائقي «الفتاة من الكتاب التمهيدي» في عام 2010، وكان هذا الفيلم الذي يعرض تفاصيل حياة مارغوليس إدلمان من إخراج إيديتا فروبليسكا وإنتاج ستوديو فيلموفي كاليدوسكوب. أُنشئت جائزة سُميت باسمها في عام 2011، تقديرًا لأولئك الذين يعملون من أجل حماية الأطفال.